# 1349 (sastav)
1349 je norveški black metal-sastav osnovan 1997. godine u Oslu. Sastav je nastao ubrzo nakon raspada grupe Alvheim. Sam naziv sastava aludira na godinu kada je crna kuga zahvatila Norvešku.

## Članovi

### Sadašnji
- Olav "Ravn" Bergene – glavni vokali (1997. – danas), bubnjevi (1997. – 2000.)
- Tor Risdal "Seidemann" Stavenes – bas-gitara, prateći vokali (1997. – danas)
- Idar "Archaon" Burheim – gitare, prateći vokali (1999. – danas)
- Kjetil-Vidar "Frost" Haraldstad – bubnjevi (2000. – danas)

### Bivši
- Lars "Balfori" Larsen – gitare (1997. – 1998.)
- André "Tjalve" Kvebek – gitare (1997. – 2006.)

### Koncertni
- Tony Laureano – bubnjevi (2006.)
- Morten "Teloch" Iversen – gitare (2006. – 2007.)
- Mads Guldbekkhei – bubnjevi (2007. – 2008.)
- Thor "Destructhor" Anders Myhren – gitare (2008., 2015.)
- Tony "Secthdamon" Ingibergsson – gitare, prateći vokali (2009., 2016. – danas)
- Jon "The Charn" Rice – bubnjevi (2012.)
- Sondre Drangsland – bubnjevi (2014. – 2018.)
- Nils Fjellström – bubnjevi (2018. – danas)

## Diskografija

### Studijski albumi
- Liberation (2003.)
- Beyond the Apocalypse (2004.)
- Hellfire (2005.)
- Revelations of the Black Flame (2009.)
- Demonoir (2010.)
- Massive Cauldron of Chaos (2014.)
- The Infernal Pathway (2019.)

### EP-ovi
- 1349 (2001.)
- Dødskamp (2019.)

### Demo-snimci
- Demo (1998.)
- Chaos Preferred (1999.)

### DVD-ovi
- Hellvetia Fire – The Official 1349 Bootleg DVD (2011.)

## Vanjske poveznice
- Službene web stranice
- 1349 na Discogsu